# اس‌ام‌اس درسدن (۱۹۱۷)
اس‌ام‌اس درسدن (۱۹۱۷) (به انگلیسی: SMS Dresden (1917)) یک کشتی بود که طول آن ۱۵۵٫۵ متر (۵۱۰ فوت) بود. این کشتی در سال ۱۹۱۶ ساخته شد.